# El rinoceronte
A lo largo de tres actos, los habitantes de un pequeño pueblo francés se ven convertidos en rinocerontes. La figura principal de la obra, Berenger, un hombre común y sencillo, a menudo minusvalorado y criticado por su adicción al alcohol, resulta ser el único humano que no desarrolla esta metamorfosis.
La obra ha sido interpretada como una respuesta y una crítica al súbito crecimiento del fascismo y del nazismo en los años anteriores a la Segunda Guerra Mundial, y trata temas de conformidad social, cultural,

## Representaciones destacadas
- Schauspielhaus de Düsseldorf (Düsseldorfer Schauspielhaus),[1] 6 de noviembre de 1959. Estreno mundial (en lengua alemana).[2]
  - Dirección: Karl Heinz Stroux.
  - Intérpretes: Max Mairich, Karl Maria Schley, Heinrich Ortmayr, Eva Böttcher.

- Teatro del Odéon, París, 22 de enero de 1960. Estreno en francés.
  - Dirección: Jean-Louis Barrault.
  - Intérpretes: Jean-Louis Barrault, Simone Valère, Marie-Hélène Dasté, Nicole Jonesco, William Sabatier, Jane Martel, Edmond Beauchamp, Robert Lombard.

- Royal Court Theatre, Londres, abril de 1960. Estreno en inglés.
  - Dirección: Orson Welles.
  - Intérpretes: Lawrence Olivier, Joan Plowright (sustituida luego por Maggie Smith), Michael Bates, Miles Malleson, Peter Sallis, Michael Gough.

- Teatro María Guerrero, Madrid, 13 de enero de 1961. Estreno en español.[3]
  - Dirección: José Luis Alonso.
  - Intérpretes: José Bódalo, María Dolores Pradera, Antonio Ferrandis, José Vivó, Antonio Paúl.

- Longacre Theatre,[4] Nueva York, 1961.
  - Dirección: Joseph Anthony.
  - Intérpretes:  Eli Wallach, Anne Jackson, Jean Stapleton, Zero Mostel.

- Teatro General San Martín, Buenos Aires, 1963.
  - Dirección: Luis Mottura
  - Intérpretes:  Juan Carlos Gené, Blanca del Prado, Alberto Argibay, Fernanda Mistral
- Teatro María Guerrero, Madrid, 2014.[5]
  - Dirección: Ernesto Caballero.
  - Intérpretes: Pepe Viyuela, Fernando Cayo, Janfri Topera, José Luis Alcobendas, Ester Bellver, Bruno Ciordia.

- Colectivo Primate, Antofagasta, Chile, 2019.
  - Dirección: Alberto Olguín.
  - Intérpretes: Mariana Barahona, Jorge Cuello, Ricardo Leiva, Bárbara Labrín, Valentina Rojas, Franco Rocco, Renzo Rocco, Catalina Soto, Verónica Torres.